# Pentaspinula
Pentaspinula is een geslacht van rechtvleugeligen uit de familie Eumastacidae. De wetenschappelijke naam van dit geslacht is voor het eerst geldig gepubliceerd in 1982 door Yin.

## Soorten
Het geslacht Pentaspinula  is monotypisch en omvat slechts de volgende soort:
- Pentaspinula calcara (Yin, 1982)